# Kosmos 191
O Kosmos 191 (em russo: Космос 191) também denominado DS-P1-Yu Nº 11, foi um satélite artificial soviético lançado ao espaço com sucesso no dia 21 de novembro de 1967 através de um foguete Kosmos-2I a partir do Cosmódromo de Plesetsk.

## Características
O Kosmos 191 foi o décimo primeiro membro da série de satélites DS-P1-Yu e o décimo lançado com sucesso após o fracasso do lançamento do segundo membro da série. Sua missão era testar sistemas antissatélites e antimíssil soviéticos.
O Kosmos 191 foi injetado em uma órbita inicial de 518 km de apogeu e 281 km de perigeu, com uma inclinação orbital de 71 graus e um período de 92,2 minutos. Reentrou na atmosfera terrestre em 2 de março de 1968.